# Kirchheimbolanden
Kirchheimbolanden är en stad i Donnersbergkreis i förbundslandet Rheinland-Pfalz i Tyskland. Staden har cirka 8 100 invånare.
Staden ingår i kommunalförbundet Verbandsgemeinde Kirchheimbolanden tillsammans med ytterligare 15 kommuner.

## Vänorter
Kirchheimbolanden har följande vänorter:
- Louhans, Frankrike[5]
- Ritten, Italien[6]
- Tjernjachovsk, Ryssland[7]

## Kända personer
- Jochen Hippel
- Georg von Neumayer
- Rafik Schami